# 폴과 비르지니

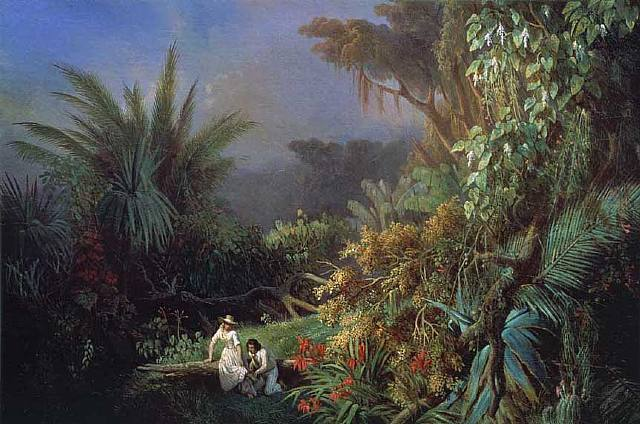
폴과 비르지니 (1844년)

《폴과 비르지니》(Paul et Virginie)는 전원시라고도 할 만한 중편소설이다. 베르나르댕 드 생피에르의 작품이다.
<자연의 연구>(1784)의 한 삽화(揷話)로 쓰인 소설. 이야기의 무대는 인도양 위의 고도 프랑스섬(지금의 모리셔스섬). 아름다운 자연의 품속에서 자란 순정의 소년 폴과 소녀 비르지니의 가련한 사랑 이야기이다. 아름다운 자연묘사와 신선한 이국정취가 극단적인 쾌락추구와 과도한 지적 생활에 피곤해 있던 당시의 사회에 애호되었으며 샤토브리앙을 위시하여 뒤의 낭만파 문학에도 영향을 끼쳤다.